# Magdalena de Saint-Jean
Magdalena de Saint-Jean, née le 7 janvier 1970 à Opole (Pologne), est une coureuse cycliste française d'origine polonaise. Elle a commencé le cyclisme à l'âge de 35 ans, tout en étant ophtalmologiste libérale à Marseille. Elle obtient la médaille de bronze du championnat de France sur route en 2011 à l'âge de 41 ans,.

## Biographie
Magdalena de Saint-Jean s'est lancée tardivement dans le cyclisme, après avoir reçu en cadeau un vélo par un ami lorsqu'elle avait 35 ans. Elle s'entraîne en parallèle de ses activités professionnelles d'ophtalmologiste dans la ville de Marseille et de l'éducation de ses quatre filles (Clara, Alexandra, Céline et Astrid),, elle commence par des épreuves cyclosportives comme l'Étape du Tour Mondovélo qu'elle remporte cinq fois entre 2009 et 2014. Au plus haut niveau, elle obtient la médaille de bronze du championnat de France sur route en 2011 à l'âge de 41 ans, et remporte l'étape de coupe de France, le Prix de la Ville du Mont Pujols la même année.

## Palmarès
- 2011
  - Prix de la Ville du Mont Pujols
  - 3e du championnat de France sur route

## Autres
- 2009
  - Étape du Tour Mondovélo
- 2010
  - Étape du Tour Mondovélo
- 2011
  - Étape du Tour Mondovélo
    - Classement général
    - 1re étape
    - 2e étape
- 2013
  - Étape du Tour Mondovélo
- 2014
  - Étape du Tour Mondovélo